# Лебедевка (Яготинский район)
Лебедевка (укр. Лебедівка) — село, входит в Яготинский район Киевской области Украины.
Население по переписи 2001 года составляло 26 человек. Почтовый индекс — 07733. Телефонный код — 4575. Занимает площадь 0,07 км². Код КОАТУУ — 3225581602. До 02.02.2006 входила в состав Годуновского сельского совета с кодом 3225581203.
Селом протекает речка Жоравское Озеро.

## Местный совет
07733, Київська обл., Яготинський р-н, с. Жоравка, вул. Шкільна, 3

## История
- Хутора Жоравские (Журавские) из которых образована Лебедовка были приписаны к церкви Успения Богородицы в Годунівке[1][2].
- Есть на карте 1826—1840 годов как хетор Лебедева.[3][4].
- После 1945 года приседенен хутор Сотничий тоже из Жоравских хуторов[5][6].